# Pyrenula rubroanomala
Pyrenula rubroanomala är en lavart som beskrevs av Aptroot & Lücking. Pyrenula rubroanomala ingår i släktet Pyrenula och familjen Pyrenulaceae.   Inga underarter finns listade i Catalogue of Life.